# Sheridan Gibney
Pour les articles homonymes, voir Gibney.
Sheridan Gibney, de son vrai nom Sheridan de Raismes Gibney, est un scénariste et dramaturge américain né le 11 juin 1903 à New York (État de New York) et mort le 12 avril 1988 à Missoula (Missouri).

## Biographie
Sheridan Gibney fait ses études dans le Massachusetts, à la Phillips Exeter Academy, puis au Amherst College dont il sort diplômé en 1925.
Au cours des années 1920, il écrit pour le théâtre, puis commence à travailler pour Warner Bros.. Il écrit aussi quelques épisodes pour des séries télévisées.

## Théâtre
- Sunshine
- Penelope's Web
- Letter to a Lover
- Calico Wedding
- Encore
- Merry Madness
- The Wiser They Are

## Filmographie

### Cinéma
- 1932 : Je suis un évadé de Mervyn LeRoy
- 1932 : Two Against the World (en) d'Archie Mayo
- 1932 : Week-End Marriage de Thornton Freeland
- 1933 : Sa douce maison de Robert Florey
- 1933 : The World Changes de Mervyn LeRoy
- 1934 : Massacre de Alan Crosland
- 1936 : Anthony Adverse de Mervyn LeRoy
- 1936 : Les Verts Pâturages de Marc Connelly et William Keighley
- 1936 : La Vie de Louis Pasteur de William Dieterle
- 1937 : Une journée de printemps de Archie Mayo
- 1938 : Patrouille en mer de John Ford
- 1938 : Lettre d'introduction (en) de John M. Stahl
- 1938 : La Folle Parade de Henry King
- 1939 : Chirurgiens de Frank Borzage
- 1940 : L'Étoile d'Afrique (en) de Lewis Seiler
- 1941 : Cheers for Miss Bishop de Tay Garnett
- 1942 : Lune de miel mouvementée de Leo McCarey
- 1944 : Our Hearts Were Young and Gay (en) de Lewis Allen
- 1946 : Le Médaillon de John Brahm
- 1956 : Tout sauf la vérité (en) de Jerry Hopper

### Télévision
- 1952 : The Ford Television Theatre (1 épisode)
- 1961 : Thriller (1 épisode)
- 1961-1962 : Bachelor Father (2 épisodes)
- 1967 : Des agents très spéciaux (1 épisode)
- 1975 : L'Homme qui valait trois milliards (1 épisode)

## Récompenses
- Oscars du cinéma 1937 :
  - Oscar de la meilleure histoire originale
  - Oscar du meilleur scénario adapté